# ФК Астерас
ФК Астерас Триполи (на гръцки: Αθλητικός Γυμναστικός Σύλλογος Αστέρας Τρίπολης), (на български: „Звездата на Триполи“) е гръцки професионален футболен клуб от град Триполи, Гърция.
Основан е през 1931 година и играе домакинските си мачове на стадион Астерас Триполи, който разполага с капацитет от 7500 места, всичките от които седящи. Основните клубни цветове са синьо и жълто. Отборът играе в Гръцката суперлига.

## Успехи
- Гръцка Лига:
  -  Бронзов медал (1): 2014/15
- Купа на Гърция:
  -  Финалист (1): 2012/13

## Български футболисти
- Мартин Камбуров: 2007/08 - (10 мача/0 гола)